# کتابخانه جان سی هاجز دانشگاه تنسی

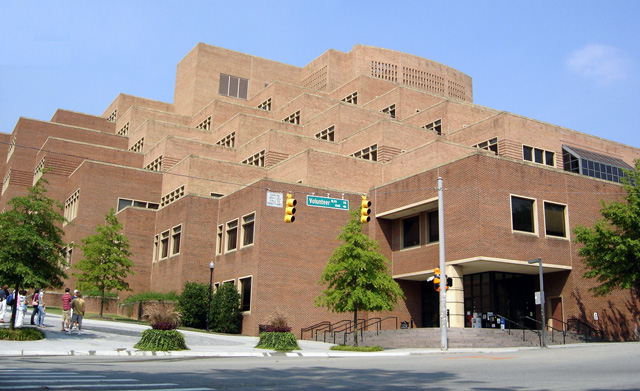
معماری کتابخانه به شکل هرم است.

کتابخانه جان سی هاجز (به انگلیسی: John C. Hodges Library) کتابخانه مرکزی دانشگاه تنسی است.
این کتابخانه حاوی ۳٬۲۸۹٬۴۴۷ نسخه کتاب می‌باشد که قدیمی‌ترین کتاب این مجموعه متعلق به سال ۱۴۸۱ میلادی است.
این کتابخانه بودجه‌ای سالیانه معادل ۵ میلیون دلار داشته و در زمره ۳۰ کتابخانه برتر عمومی تحقیقاتی در قاره آمریکای شمالی است.